# Залізниця Митищі — Фрязево
Митищі — Фрязево — залізнична лінія Московської залізниці завдовжки 55,2 км у Московській області. Є частиною Московського залізничного вузла. Проходить на відстані 5-37 км від МКАД. Відноситься до Московсько-Курського регіону МЗ. Також її іноді називають монінською лінією за назвою однієї зі станцій на лінії.

## Особливості
Лінія є хордовою, так як з'єднує два радіальних напрямки Мосвузла — Ярославський (станція Митищі) і Горьківський (станція Фрязево). При цьому саму лінію відносять до Ярославського приміського напрямку, так як вона обслуговується приміськими електропоїздами Ярославського напрямку з Москва-Пасажирська-Ярославська. Також, поїзди далекого прямування і вантажні поїзди прямують з Москва-Пасажирська-Ярославська і станції Лосиноострівська через лінію на Горьківський напрямок на Орєхово-Зуєво, Владимир, Нижній Новгород тощо (вихід на Новий напрямок Транссибірської магістралі з Москва-Пасажирська-Ярославська).
Є єдиною хордовою лінією в проміжку між Малим і Великим кільцями МЗ (виключаючи сполучні гілки без своїх пунктів у місцях перетину радіальних напрямків в Москві). Решта відгалужень від радіальних напрямків є тупиковими лініями. Наступна по дальності від Москви хордова лінія Узуново — Рибне знаходиться за Великим кільцем, частково у Московській області, частково у Рязанській. Раніше у Москві діяли дві хордові лінії: Бескудніківська лінія (була хордовою до 1966 року) і Брянська лінія (до 1998 року, біля Малого кільця з внутрішньої сторони). Усередині Малого кільця працюють Олексіївська сполучна лінія і Митьківська сполучна лінія.
Від лінії є відгалуження — тупикова одноколійна лінія Болшево — Фрязино, також відноситься до Ярославського напрямку, завдовжки 16,5 км.

## Населені пункти і райони МО
Лінія проходить по Щолковському і Ногинському районам та міським округах  Митищі і Корольов Московської області. Поєднує міста Митищі, Корольов, Щолково; смт Загорянський, Моніно, сел. Фрязево. Також поблизу лінії знаходяться інші населені пункти.

## Роздільні та зупинні пункти
Крім вузлових станцій Митищі і Фрязево, що знаходяться на головних ходах радіальних напрямків, на лінії знаходяться 6 станцій і 10 зупинних пунктів (платформ).
Станції: Митищі, Підлипки-Дачні, Болшево (обидві у м Корольов), Соколовська, Щолково, Чкаловська (всі три в м Щолково), Моніно, Фрязево . За основним характером і обсягом роботи Митищі — вантажна станція 1 класу, решта 7 станцій — проміжні від 2 до 4 класу. Болшево також є вузловою (відгалуження на Фрязино). Всі 8 станцій входять до (є структурними підрозділами) Московсько-Курського центру організації роботи залізничних станцій ДЦС-1 Московської дирекції управління рухом.
На п'яти з семи перегонів між станціями знаходяться зупинні пункти: Валентинівка, Загорянська, Воронок , Гагарінська, Бахчиванджі, Ціолковська, Осеєвська, Кашино, Колонтаєво, 64 км (фактич. назва Лісова).
Всі станції та зупинні пункти обладнані високими пасажирськими платформами.
У 1930-і роки між станціями Митищі і Підлипки-Дачні також існувала платформа Кім.

## Колійний розвиток
- На всьому протязі електрифікована постійним струмом 3 кВ.
- На всьому протязі автоматичне блокування.
- На всьому протязі двоколійна, за винятком триколійного перегону Підлипки-Дачні — Болшево. Північна колія № I непарна (на Митищі), південна колія № II парна (на Фрязево).

Розв'язки, що виключають паразитні (ріжучі) маршрути:
- На станції Митищі колії примикають до головного ходу в бік Москви, колія на Митищі проходить під естакадою головного ходу.
- На станції Фрязево колії примикають до головного ходу в бік Орєхово-Зуєво (від Москви), колія на Фрязево проходить по естакаді над частиною колій.
- На перегоні Підлипки-Дачні — Болшево колія № III: від станції Підлипки-Дачні відходить на схід посередині між коліями № I, II, потім проходить під колією № I (міні-тунель), стаючи північним. Дозволяє безпаразитний рух з/на одноколійну лінію на Фрязино.

Кілометраж на лінії рахують від Москва-Пасажирська-Ярославська, тобто продовжують відлік Ярославського напрямку. Від 17,8 км (Митищі) до 73,0 км (Фрязево). При цьому на станції Фрязево кілометраж Горьківського напрямку 53,4 км від Москви-пас.-Курської, що триває і далі на Владимир.

## Приміський рух
Зупинки на лінії входять в приміські тарифні зони 3 (Митищі) — 8 (Фрязево) від Москви-пас.-Ярославської Працюють електропотяги моторвагонного депо ТЧПРІГ-10 Москва-2-Ярославська, одного з двох депо, що обслуговують Ярославський напрямок. При цьому Фрязево відноситься до 6 зони від Москви-пас.-Курської.
Станом на зиму 2014—2015 року рух вельми жвавий, один з найінтенсивніших у Московській приміській зоні, з Москви на дану лінію з головного ходу загортає приблизно половина всіх електропоїздів. Працюють маршрути:
- Москва-пас.-Ярославська — Фрязево (13 пар + 1 пара по вихідних, єдиний маршрут по всій лінії, проїжджає лінію приблизно за 1 годину 15 хвилин)
- Фрязево — Моніно (1 рейс)
- Москва-пас.-Ярославська — Моніно (35 пар + 2 пари по вихідним + 7 пар експреса РЕКС)
- Москва-пас.-Ярославська — Щолково (5 пар + 1 пара по буднях)
- Москва-пас.-Ярославська — Болшево (1 пара + 1 пара по буднях + 11 пар і 8 пар по буднях експреса РЕКС)
- Москва-пас.-Ярославська — Болшево — Фрязино-Пас. (На Фрязинську лінію, 31 пара + 2 пари по вихідним + експрес по буднях: 1 рейс туди, 2 назад)
- Москва-пас.-Ярославська — Болшево — Зелений Бор (на Фрязинську лінію, 1 пара по буднях)

Всі неекспресси зупиняються на всіх зупинках лінії, крім одного рейсу з Фрязино, що пропускає Підлипки-Дачні. Експреси пропускають на лінії: Осіївську, Ціолковську, Гагарінську, Щолково, Соколовську, Валентинівку, Болшево (частина монінськтх рейсів), Підлипки-Дачні (більшість Болшевських рейсів, частина Фрязинських рейсів), Митищі (частина Болшевських рейсів).
Раніше в деяких року на лінії працювали маршрути з виходом на Горьківський напрямок:
- Москва-пас.-Ярославська — Фрязево — Електрогорськ (у 2000—2001 роках)
- Москва-пас.-Ярославська — Фрязево — Круте (у 2007 році)

При русі по лінії пересадка можлива на наступних пунктах:
- Митищі — на електропоїзди головного ходу Ярославського напрямку, в тому числі на відгалуження
- Митищі, Підлипки-Дачні, Болшево — між електропоїздами по даній лінії і з/на Фрязинську лінію, при цьому на станції Болшево пасажирські платформи цих ліній віддалені одна від одної
- Фрязево — на електропотяги головного ходу Горьківського напрямку, в тому числі на відгалуження

## Історія
Лінія Щолково — Митищі завдовжки 14 верст була прокладена в 1894 році акціонерним товариством Московсько-Ярославської залізниці. 6 листопада 1894 року на ній відкрилося тимчасове, а з 1895 року — регулярний рух (за іншими з даними 6 вересня 1896 року) неодноразово.
У 1894 ж році була відкрита станція Щолково, пов'язана вузькоколійною залізницею з текстильними фарбувальними фабриками Товариства Л. Рабенек у Соболєва (Щолково); в 1896 році була відкрита станція Пост Болшево; у другій половині 1897 року відкрито зупинний пункт Образцово-Соколовська.
Описуючи в 1899 році залізничну колію з Москви до Щолково, П. П. Семенов-Тянь-Шанський писав:
 Від Митищинської станції ведуть три під'їзні залізничні колії: дві на близькі до неї цегельні заводи і один, у 14 верст завдовжки, у село Щолково на Клязьмі. На 7-й версті цієї колії знаходиться пост Большево і в 1 милю від нього село Большево на р. Клязьмі / … /. На 12-й версті влаштована Соколовська платформа поблизу споруджуваної великої мануфактури. Нарешті, на 14-й версті під'їзна колія досягає самого Щолково. 
1 січня 1907 года Московсько-Ярославська залізниця, в яку входила лінія, перейменована у Північні залізниці.
У 1911 році відкрито полустанок Підлипки; в 1912 станція Загорянська.
У 1929 році лінія була продовжена до Моніно у район об'єднаної Моніно-Тимонінської текстильної фабрики (ім. Ланцуцького). У цьому ж році на ній відкриті платформа Воронок, роз'їзд Моніно. У 1930 році відкрито з.п. Валентинівка.
У середині 1920-х років через збільшення об'єму перевезень на ділянках Москва — Митищі, Москва — Ожерельє, Москва — Пушкіно і Митищі — Щолково постало питання про їх електрифікацію. У 1930 році ділянку Митищі — Щолково завдовжки 16,8 км було електрифіковано постійним струмом 1.5 кВ одним з перших в СРСР, після електрифікації ділянки від Москви до Митищ в 1929 році.
1 березня 1930 року було відкрито рух електропоїздів на ділянці Митищі — Болшево, 1 жовтня Болшево — Щелково. Працювали перші радянські електропоїзди серії «С» (від назви залізниці — «Северные» (Північні)).
У 1931 році від Болшево побудовано відгалуження до Івантєєвки, у майбутньому продовжено до Фрязино.
У 1932 році відкриті: платформа 37 км (в 1988 році перейменована у Гагарінську на честь Ю. О. Гагаріна, який працював у Зоряному містечку і проживав неподалік, в селищі Чкаловський, з 1960 по 1966 роки), платформа Осіївська, станція Томська (названа на честь партійного діяча М. П. Томського, в 1937 році перейменована на Чкаловську на честь льотчика В. П. Чкалова).
У 1934 році електрифіковано наступну ділянку Щолково — Томська (Чкаловська) завдовжки 3,5 км, а в 1936 ділянку Томська — Моніно завдовжки 10,8 км.
У 1936 році через поділ Північних залізниць на Північну і Ярославську, лінія перейшла під оруду Ярославської залізниці.
Під час війни електрифікація була тимчасово демонтована: на ділянці Митищі — Щолково в 1941—1942 рр., На ділянці Щолково — Моніно в 1941—1943 рр.
У 1953 році лінія знову перейшла до складу Північної залізниці через включення Ярославської залізниці у Північну.
У 1956 році ділянку Митищі — Моніно завдовжки 31,0 км було переведено з постійного струму 1.5 кВ на постійний струм 3 кВ.
У 1956 році відкрита платформа 41 км, в 1987 році була перейменована в Бахчиванджі на честь льотчика Г. Я. Бахчиванджі.
У 1959 році в процесі масових змін структурного поділу мережі залізниць СРСР лінія була передана до складу Московсько-Ярославського відділення з Північної залізниці до Московсько-Курсько-Донбаської залізниці, у цьому ж році перейменовану у Московську.
У листопаді 1966 року відкрито платформа Ціолковська, названа на честь вченого К. Е. Ціолковського.
У 1970—1971 роках було прокладено другу колію до станції Моніно.
У 1970—1971 роках побудована ділянка завдовжки 23,8 км Моніно — Фрязево, яка перетворила тупикове відгалуження у хордову лінію. Відразу було електрифіковано на постійному струмі 3 кВ. Введено в експлуатацію в 1972 році. Станція Фрязево стала одним з найбільших залізничних вузлів Московської області. Основною метою будівництва лінії Моніно — Фрязево була розвантаження ділянки Москва-пас.-Курська — Фрязево шляхом передачі частини обсягу руху на інший маршрут: замість перевантаженої ділянки Москва-Курська — Купавна — Фрязево на менш завантажену лінію Москва-пас.-Ярославська — Митищі — Фрязево. Крім того, з'явилася можливість пропуску вантажних поїздів від сортувальної станції Лосиноострівська в Москві по найкоротшому напрямку на Владимир — Горький і далі.
На ділянці Моніно — Фрязево в 1971 році побудовані: платформа Кашино, роз'їзд Колонтаєво, платформа 64 км. У 1990-ті роки платформа 64 км у приміських розкладах отримала назву Лісова, але офіційна назва за тарифним керівництвом № 4 до цих пір 64 км.
У середині-кінці 1990-х років була демонтована бокова колія на роз'їзді Колонтаєво, утворився понад 20 км одноколійний перегін Моніно — Фрязево. Колонтаєво стало одним з трьох зупинних пунктів на цьому перегоні.
У 2002—2003 роках на перегоні Моніно — Фрязево був побудовано другу колію, зробивши хордову лінію повністю двоколійною. Це дозволило розвантажити ділянку Москва-пас.-Курська — Фрязево Горьківського напрямку.